# Акулинин, Леонид Игоревич
Леонид Игоревич Акулинин (укр. Леоні́д І́горович Акулі́нін; 7 марта 1993, Донецк, Украина) — украинский футболист, нападающий клуба «Гиссен».

## Клубная карьера
Родился в Донецке. Воспитанник местных академий «Шахтёра» и «Олимпика». В 2009 году заключил соглашение с «Шахтёром», однако не сыграл ни одной игры за первую команду. Сезон 2009/10 провёл в фарм-клубе, «Шахтере-3», забил пять голов по итогам 24 игр. В сезоне 2013/14 присоединился к команде из премьер-лиги — перешёл в ряды ужгородской «Говерлы» на правах аренды. Из-за отсутствия практики в первой команде, выступал за «молодёжку». В сезоне 2014/15 вернулся в состав команды «Шахтёр-3».
21 июля 2015 года стало известно о том, что Акулинин подписал двухлетний контракт с чешской командой «Богемианс 1905» присоединился к клубу на условиях свободного агента.
В начале сентября 2016 года стал игроком литовской «Судувы» и до конца года сыграл в 6 матчах высшего дивизиона страны.
6 сентября 2017 подписал контракт с «Карпатами» (Львов).

## Карьера в сборной
Выступал за сборные Украины до 17 и 21 лет. 4 сентября 2013 стало известно, что Сергей Ковалец пригласил Акулинина в расположение молодёжной сборной Украины вместо травмированного Филиппа Будковского. В 2014 году стал лучшим игроком на Кубке Содружества.